# Jonas Zohore
Jonas Zohore Bergstedt (Copenaghen, 6 luglio 1991) è un cestista danese.